# 横江水库 (揭西)
横江水库，位于中华人民共和国广东省揭西县县城河婆街道西北部，是榕江支流横江河中游的一座中型水库，以灌溉为主，结合防洪、发电。水库于1958年10月动工，1962年2月竣工。1970年9月15日在强台风暴雨袭击下夸坝。1971年10月在原坝址完成复建，2001～2003年进行除险加固。水库集水面积155平方千米，正常库容6219万立方米，总库容7043万立方米。大坝为均质土坝，最大坝高45米，坝顶长300米，坝顶宽8米。水库直接灌溉面积600公顷，补充灌溉面积2.27万公顷。坝后电站装机容量3650千瓦。